# シーレパード (潜水艦)
|          |                                                                                      |
| 艦歴     |                                                                                      |
| 発注     |                                                                                      |
| 起工     | 1944年11月7日                                                                        |
| 進水     | 1945年3月2日                                                                         |
| 就役     | 1945年6月11日                                                                        |
| 退役     | 1973年3月27日                                                                        |
| 除籍     | 1973年3月27日                                                                        |
| その後   | ブラジルに売却                                                                       |
| 性能諸元 |                                                                                      |
| 排水量   | 1,570トン（水上） 2,414トン（水中）                                                  |
| 全長     | 311ft 8in                                                                            |
| 全幅     | 27ft 4in                                                                             |
| 吃水     | 15ft 3in                                                                             |
| 機関     | フェアバンクス＝モース 38D 8 1/8ディーゼルエンジン 4基 エリオット・モーター発電機2基 |
| 最大速   | 水上：20.25 ノット (37 km/h) 水中：8.75 ノット (16 km/h)                             |
| 航続距離 | 11,000カイリ（10ノット時） （19 km/h 時に 20,000 km）                                |
| 試験深度 | 400ft (120m)                                                                         |
| 巡航期間 | 潜航2ノット (4km/h) 時48時間、哨戒活動75日間                                         |
| 乗員     | 士官、兵員81名                                                                       |
| 兵装     | 5インチ砲1門、 21インチ魚雷発射管10門                                                |

シーレパード (USS Sea Leopard, SS-483) は、アメリカ海軍の潜水艦。テンチ級潜水艦の一隻。艦名はヒョウアザラシ（英名Leopard  seal）の通称に因んで命名された。

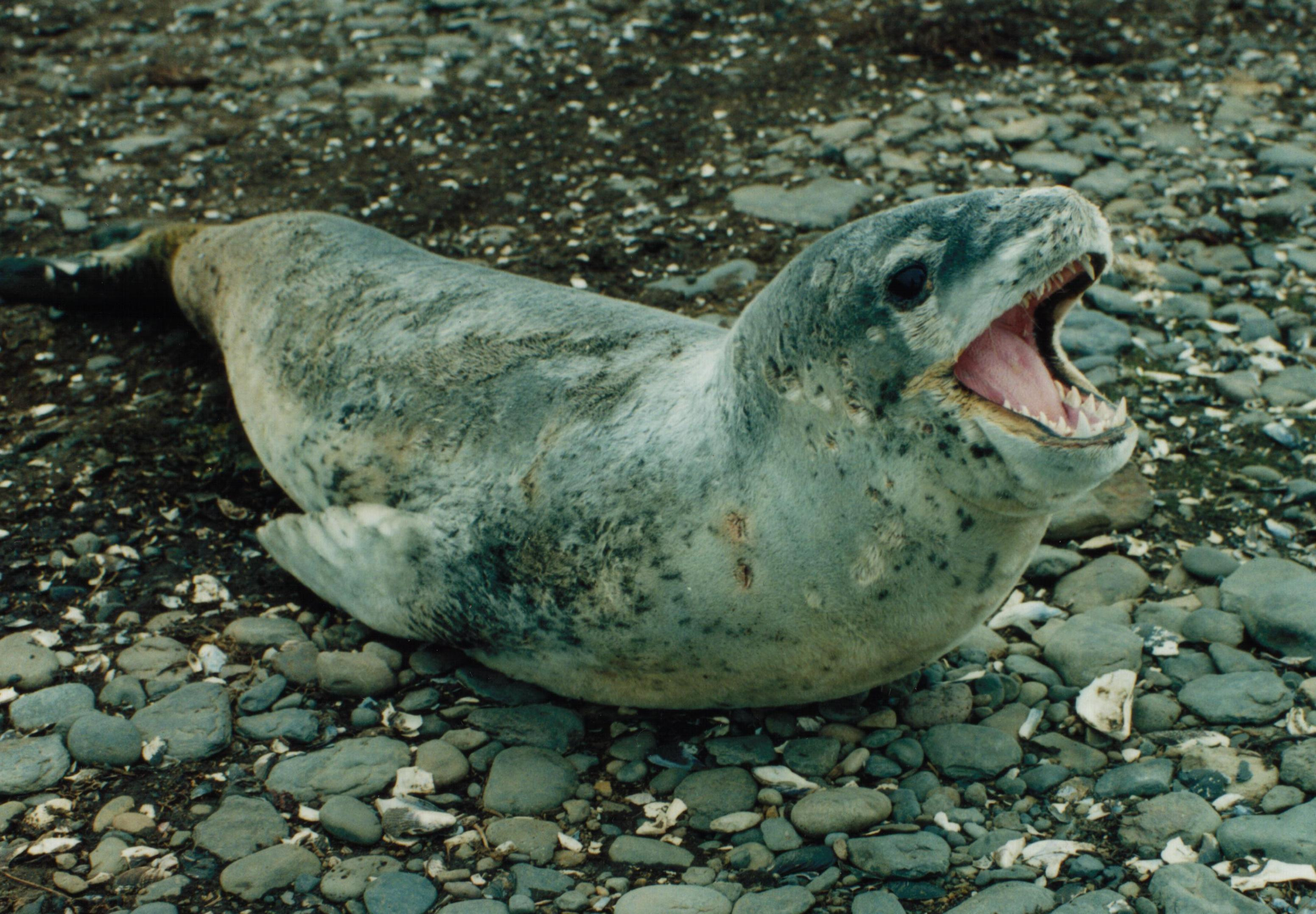
ヒョウアザラシ（通称Sea leopard）

## 艦歴
シーレパードは1944年11月7日にメイン州キタリーのポーツマス海軍造船所で起工した。1945年3月2日にマーガレット・チェース・スミス（メイン州選出下院議員）によって命名、進水し、1945年6月11日に艦長R・E・M・ワード中佐の指揮下就役する。
ニューイングランド沖での整調に続いて、シーレパードは太平洋への戦場へ向かうよう命じられた。しかしながら戦争は出航日前に終了し、シーレパードは大西洋に留まることとなった。その後フロリダ州キーウェストへ向かい、同地で1946年まで対潜水艦戦開発部隊の支援任務に従事した。
1947年1月、シーレパードは最初のオーバーホールのためニューハンプシャー州ポーツマスへ戻った。その後キーウェスト海域で1948年後半まで訓練演習に従事し、続いてフィラデルフィア海軍造船所での GUPPY 改修が行われた。作業が完了するとバージニア州ノーフォークの第6潜水戦隊に配属される。1949年11月、シーレパードは他の部隊と共に大西洋で寒冷地下演習を行う。1950年2月から3月にかけてはカリブ海での艦隊演習に参加した。
シーレパードは8月から11月まで第6艦隊と共に地中海で活動し、イタリア、フランス、シチリア島を訪問した。その後1950年12月から1951年4月までフィラデルフィア海軍造船所でオーバーホールが行われた。
続く2年にわたってシーレパードは大西洋およびカリブ海で活動し、艦隊演習に参加した。1952年9月および10月にはNATOの「Emigrant」作戦に参加し、続いてバミューダを巡航、12月にオーバーホールのためチャールストン海軍造船所に入渠した。1953年4月に任務に復帰すると、ニューファンドランド島およびアイスランド近海での「Mariner」作戦に参加し、その後カリブ海に戻った。
2度目の地中海配備は1954年5月から6月にかけて行われ、シーレパードはNATOの演習「New Broom II」に参加、NATOの船団に対する模擬攻撃を成功させた。10月にポーツマス海軍造船所に入渠、6ヶ月間のオーバーホールが行われる。作業が完了すると「LantPhibEx」に参加、ノースカロライナ州の海岸で行われる揚陸演習を行った。
1956年2月から3月にかけてシーレパードは他の第6潜水戦隊の部隊と共にカリブ海へ巡航し、「Springboard」作戦に参加した。ノーフォークに帰還すると1957年3月まで沿岸での活動に従事し、続いて再び地中海で第6艦隊に合流した。6月にはロッテルダムでオランダ海軍潜水艦部隊結成50周年の記念式典に参加した。その後サウスカロライナ州チャールストンに帰還、オーバーホールが行われる。作業は1958年1月に完了し、シーレパードはカリブ海での「Springboard」作戦に参加、作戦後はノーフォークに帰還し沿岸での活動を行った。シーレパードはアルファ任務部隊に加わり対潜水艦戦戦術および即応性の開発作戦に参加、その後1959年8月から10月までチャールストン海軍造船所で信頼性試験および高容量バッテリーへの換装が行われた。
1960年を通してシーレパードは大西洋での訓練演習および艦隊作戦に参加し、10月23日にオーバーホールのためフィラデルフィア海軍造船所に入渠した。1961年4月に作業が完了するとノーフォークに帰還し、沿岸での活動を行い8月19日に第69任務部隊に合流、地中海でNATOの「Checkmate」作戦に参加、スペインのロタ、マルタ、イタリアのナポリを訪問した。10月3日にシーレパードは北ヨーロッパに向けて地中海を出航し、NATOの「Devil Spread」作戦へ参加した。
11月10日にノーフォークに帰還、再びアルファ任務部隊に加わり、1963年2月まで対潜水艦戦演習を行う。その後カリブ海で「Springboard」作戦に参加し、7月には再びアルファ任務部隊に加わった。12月16日にオーバーホールのためノーフォーク海軍造船所に入渠する。1964年10月、ニューロンドン沖での回復訓練後シーレパードはノーフォークに帰還し、第6潜水戦隊での通常任務を再開、第2艦隊部隊の対潜水艦戦演習を支援した。
1965年3月、シーレパードはアルファ任務部隊に加わり地中海へ展開し、その後大西洋に戻って同部隊と共に対潜水艦戦演習に参加、1966年11月24日まで活動した。12月27日にノーフォーク海軍造船所に入渠しオーバーホールが行われる。1967年7月にはセーブルフィッシュ (USS Sablefish, SS-303) およびキューベラ (USS Cubera, SS-347) と共に訓練を行い、1967年の残りはノーフォーク海域で活動した。
1968年、シーレパードは演習「Aged Daddy V」および「Rugby Match」に参加し、また沈没事故を起こした原子力潜水艦スコーピオン (USS Scorpion, SSN-589) の捜索に加わった。7月から10月までシーレパードは第6艦隊と共に地中海での作戦活動に従事し、帰国後は年末までノーフォークに留まった。
1969年6月2日、シーレパードは北大西洋での特別任務に従事し、8月15日にノーフォークに帰還、沿岸での活動後1970年1月17日にフィラデルフィア海軍造船所に入渠し6ヶ月間のオーバーホールが行われた。10月には「Eyebolt」作戦に参加し、その後1971年1月初旬までノーフォークに留まり、続いて1月から2月にかけて「Springboard」作戦に参加した。5月18日から9月2日までシーレパードは地中海に展開し、ノーフォークに帰還すると退役まで同海域で活動した。

### ブラジル海軍で
シーレパードは1973年3月27日に退役、同日除籍され、ブラジル海軍に移管された。ブラジル海軍ではバイア (Bahia, S-12) の艦名で就役する。バイアは1972年に博物館船となった先代のバイア（元プライス (USS Plaice, SS-390)）から艦名と艦番号を引き継いだ。2代目バイアは1993年までブラジル海軍で活動し、その後は係留され訓練艦としての任務に就いた。